# Innico Caracciolo (1642-1730)
Innico Caracciolo iuniore (Martina Franca, 9 luglio 1642 – Roma, 6 settembre 1730) è stato un cardinale e vescovo cattolico italiano.

## Biografia
Nacque a Martina Franca, figlio di Francesco, duca di Martina e conte di Buccino e fratello di Petraccone, era inoltre nipote di Innico Caracciolo senior, anch'egli cardinale. Fu inquisitore a Malta (30 aprile 1683), incarico in cui riuscì a ottenere la liberazione dei cinque schiavi tenuti su un vascello di un corsaro livornese, e referendario dei tribunali della Segnatura Apostolica di Giustizia e di Grazia. Nel 1687 rifiutò l'elezione alla sede metropolitana di Capua proposta da papa Innocenzo XI a mezzo del cardinale Giambattista Spinola. Dal 1689 fu primicerio della chiesa di Santo Spirito in Sassia, a Roma. Fu segretario della Sacra Congregazione della disciplina dei regolari e della Sacra Congregazione della visita apostolica (10 febbraio 1690). Fu ordinato suddiacono nel 1695
Fu eletto vescovo di Aversa il 25 febbraio 1697 con la dispensa per avere ricevuto soltanto il suddiaconato. Accettò l'incarico dopo molte proteste di inettittudine, e fu consacrato il 24 marzo nella chiesa di Santa Maria in Vallicella a Roma, dal cardinale Galeazzo Marescotti, assistito da Francesco Pannocchieschi, arcivescovo di Pisa, e da Carlo Loffredo, arcivescovo di Bari. Venne nominato chierico della Camera Apostolica nel pontificato di papa Clemente XI e nunzio straordinario in Svizzera nel 1712.
Appena preso possesso della diocesi, si dedicò alla visita pastorale, che ripeté annualmente in tutti i trentaquattro anni del suo episcopato.
Devolvette le rendite ecclesiastiche e il suo patrimonio per assistere i poveri della sua diocesi. Celebrò un sinodo diocesano nel 1702, restaurò la cattedrale di San Paolo ad Aversa e fondò un seminario con relativo liceo classico.
Fece del seminario, a cui diede un nuovo ordine di studi e che dotò di una ricca biblioteca, il fulcro della sua azione di rinnovamento del clero, che era molto numeroso, ma non sempre formato adeguatamente. Con una politica di rigorosa selezione dei candidati al sacerdozio e di promozione dei più meritevoli e imponendo anche ai sacerdoti che non avevano frequentato il seminario di frequentare corsi e lezioni per superare le loro lacune, riuscì a imprimere una svolta nella vita della diocesi e a ridurre il numero degli scandali.
Curò anche la formazione dei fedeli, sia con l'istituzione di missioni al popolo, sia con la preparazione del catechismo domenicale, per il quale redasse personalmente i formulari. Si impegnò anche nella carità verso i più poveri e fondò un ospizio per le donne traviate.
Dal punto di vista politico cercò di contrastare l'anticurialismo, che era molto diffuso nel regno di Napoli, e per permettere a Filippo Anastasio arcivescovo di Sorrento di stampare un libro in difesa dei diritti della Santa Sede lo investì della commenda di un'abbazia.
Venne creato cardinale in pectore nel concistoro del 29 maggio 1715, pubblicato nel concistoro del 16 dicembre 1715; il 30 marzo 1716 ricevette il titolo di San Tommaso in Parione. Partecipò al conclave del 1721, che elesse papa Innocenzo XIII, al conclave del 1724, che elesse papa Benedetto XIII, e al conclave del 1730, che elesse papa Clemente XII.
Morì il 6 settembre 1730, nel monastero di Sant'Agata ai Monti, a Roma. Venne sepolto nella cappella del Santissimo Sacramento, che aveva fatto costruire nel duomo di Aversa.

## Genealogia episcopale
La genealogia episcopale è:
- Cardinale Scipione Rebiba
- Cardinale Giulio Antonio Santorio
- Vescovo Placido della Marra
- Cardinale Melchior Khlesl
- Cardinale Giovanni Battista Maria Pallotta
- Cardinale Pietro Vidoni
- Cardinale Galeazzo Marescotti
- Cardinale Innico Caracciolo

## Ascendenza
|                                             |                                       |                                                  | Genitori                                                             |  |  | Nonni |  |  | Bisnonni                            |  |  | Trisnonni                                              |  |
|                                             |                                       |                                                  |                                                                      |  |  |       |  |  | Carlo Caracciolo, V duca di Martina |  |  | Ferdinando Giambattista Caracciolo, IV duca di Martina |  |
|                                             |                                       |                                                  |                                                                      |  |  |       |  |  | Carlo Caracciolo, V duca di Martina |  |  | Ferdinando Giambattista Caracciolo, IV duca di Martina |  |
|                                             |                                       | Penelope Caracciolo, IV marchesa di Castellaneta |                                                                      |  |  |       |  |  | Carlo Caracciolo, V duca di Martina |  |  |                                                        |  |
| Giambattista Caracciolo, VI duca di Martina |                                       |                                                  |                                                                      |  |  |       |  |  | Carlo Caracciolo, V duca di Martina |  |  |                                                        |  |
|                                             |                                       | Diana Loffredo                                   | Francesco Loffredo, II marchese di Trevico                           |  |  |       |  |  |                                     |  |  |                                                        |  |
|                                             |                                       | Diana Loffredo                                   | Francesco Loffredo, II marchese di Trevico                           |  |  |       |  |  |                                     |  |  |                                                        |  |
|                                             |                                       | Diana Loffredo                                   | Lucrezia di Capua                                                    |  |  |       |  |  |                                     |  |  |                                                        |  |
| Francesco Caracciolo, VII duca di Martina   |                                       | Diana Loffredo                                   |                                                                      |  |  |       |  |  |                                     |  |  |                                                        |  |
|                                             |                                       | Fabrizio Spinelli, I duca d'Aquara               | Troiano I Spinelli, II marchese di Mesuraca                          |  |  |       |  |  |                                     |  |  |                                                        |  |
|                                             |                                       | Fabrizio Spinelli, I duca d'Aquara               | Troiano I Spinelli, II marchese di Mesuraca                          |  |  |       |  |  |                                     |  |  |                                                        |  |
|                                             |                                       | Fabrizio Spinelli, I duca d'Aquara               | Caterina Orsini dell'Anguillara                                      |  |  |       |  |  |                                     |  |  |                                                        |  |
| Maria Francesca Spinelli                    |                                       | Fabrizio Spinelli, I duca d'Aquara               |                                                                      |  |  |       |  |  |                                     |  |  |                                                        |  |
|                                             |                                       | Isabella Caracciolo di Vico                      | Colantonio Caracciolo, II marchese di Vico                           |  |  |       |  |  |                                     |  |  |                                                        |  |
|                                             |                                       | Isabella Caracciolo di Vico                      | Colantonio Caracciolo, II marchese di Vico                           |  |  |       |  |  |                                     |  |  |                                                        |  |
|                                             |                                       | Isabella Caracciolo di Vico                      | Maria Gesualdo di Venosa                                             |  |  |       |  |  |                                     |  |  |                                                        |  |
| Innico Caracciolo                           |                                       | Isabella Caracciolo di Vico                      |                                                                      |  |  |       |  |  |                                     |  |  |                                                        |  |
|                                             | Ferrante Caracciolo, I duca di Airola | Marcello Caracciolo, conte di Biccari            |                                                                      |  |  |       |  |  |                                     |  |  |                                                        |  |
|                                             | Ferrante Caracciolo, I duca di Airola | Marcello Caracciolo, conte di Biccari            |                                                                      |  |  |       |  |  |                                     |  |  |                                                        |  |
|                                             | Ferrante Caracciolo, I duca di Airola | Emilia Carafa della Stadera                      |                                                                      |  |  |       |  |  |                                     |  |  |                                                        |  |
| Francesco Caracciolo, II duca di Airola     | Ferrante Caracciolo, I duca di Airola |                                                  |                                                                      |  |  |       |  |  |                                     |  |  |                                                        |  |
|                                             |                                       | Camilla Carafa della Stadera                     | Alfonso Carafa della Stadera, III duca di Nocera                     |  |  |       |  |  |                                     |  |  |                                                        |  |
|                                             |                                       | Camilla Carafa della Stadera                     | Alfonso Carafa della Stadera, III duca di Nocera                     |  |  |       |  |  |                                     |  |  |                                                        |  |
|                                             |                                       | Camilla Carafa della Stadera                     | Giovanna Branai Castriota Scanderbegh, marchesa di Città Sant'Angelo |  |  |       |  |  |                                     |  |  |                                                        |  |
| Beatrice Caracciolo di Airola               |                                       | Camilla Carafa della Stadera                     |                                                                      |  |  |       |  |  |                                     |  |  |                                                        |  |
|                                             |                                       | Innico I Guevara, II duca di Bovino              | Giovanni I Guevara, I duca di Bovino                                 |  |  |       |  |  |                                     |  |  |                                                        |  |
|                                             |                                       | Innico I Guevara, II duca di Bovino              | Giovanni I Guevara, I duca di Bovino                                 |  |  |       |  |  |                                     |  |  |                                                        |  |
|                                             |                                       | Innico I Guevara, II duca di Bovino              | Isabella Frangipani della Tolfa                                      |  |  |       |  |  |                                     |  |  |                                                        |  |
| Isabella Guevara di Bovino                  |                                       | Innico I Guevara, II duca di Bovino              |                                                                      |  |  |       |  |  |                                     |  |  |                                                        |  |
|                                             |                                       | Porzia Carafa della Stadera                      | Antonio Carafa della Stadera, I duca di Andria                       |  |  |       |  |  |                                     |  |  |                                                        |  |
|                                             |                                       | Porzia Carafa della Stadera                      | Antonio Carafa della Stadera, I duca di Andria                       |  |  |       |  |  |                                     |  |  |                                                        |  |
|                                             |                                       | Porzia Carafa della Stadera                      | Adriana Carafa                                                       |  |  |       |  |  |                                     |  |  |                                                        |  |
|                                             |                                       | Porzia Carafa della Stadera                      |                                                                      |  |  |       |  |  |                                     |  |  |                                                        |  |